# Cobubatha olivacea
Cobubatha olivacea là một loài bướm đêm trong họ Noctuidae.